# 9222 Chubey
9222 Chubey eller 1995 YM är en asteroid i huvudbältet som upptäcktes den 19 december 1995 av den japanska astronomen Takao Kobayashi vid Ōizumi-observatoriet. Den är uppkallad efter Markiyan S. Chubey.
Asteroiden har en diameter på ungefär 10 kilometer och den tillhör asteroidgruppen Tirela.